# William Archer (Kritiker)

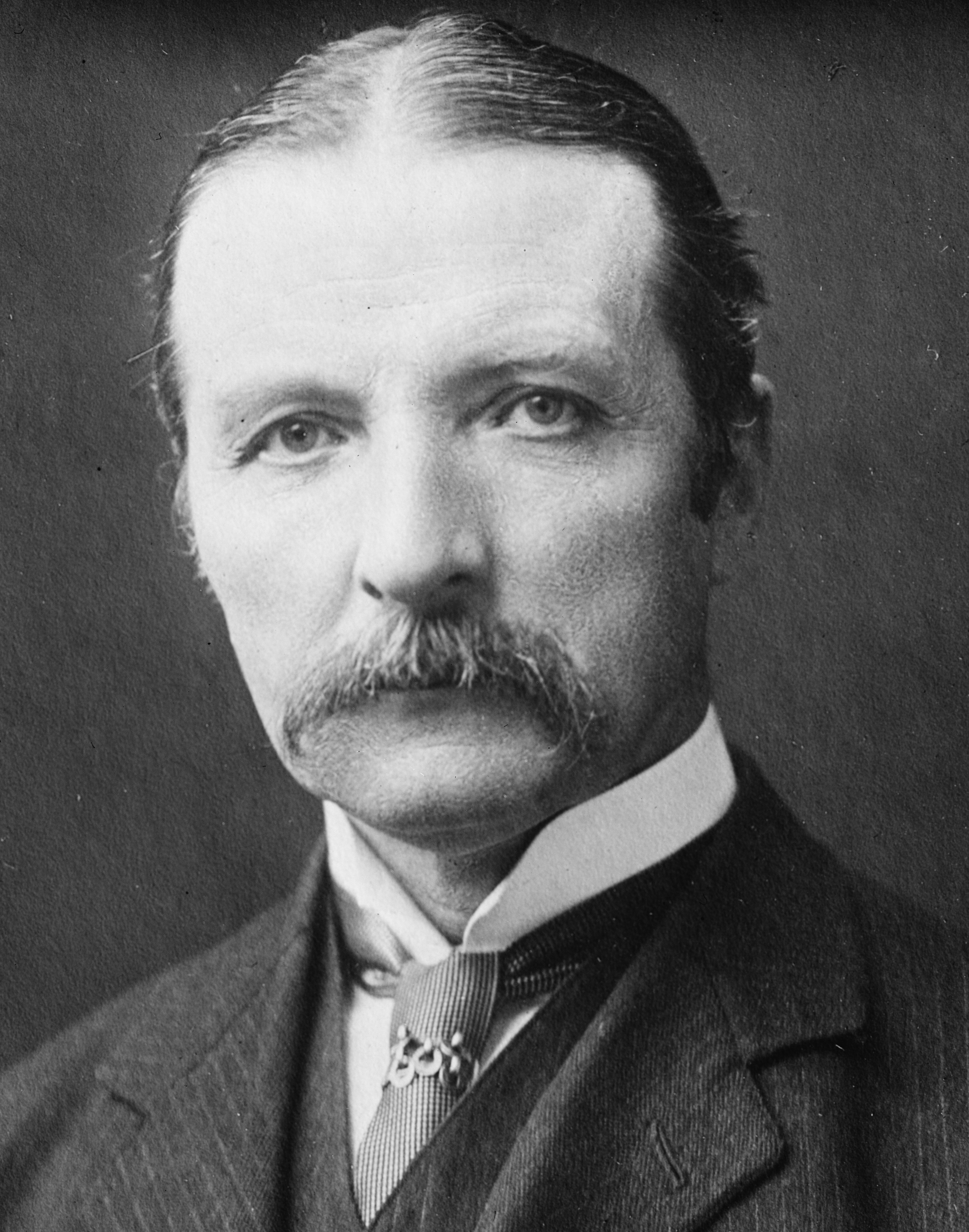
William Archer

William Archer (* 23. September 1856 in Perth; † 27. Dezember 1924) war ein schottischer Theaterkritiker, Bühnendichter und Ibsen-Übersetzer.

## Leben und Werk
Archer verbrachte große Teile seiner Kindheit in Norwegen, wo er die Werke Henrik Ibsens kennenlernte. Sein Studium an der Universität von Edinburgh schloss er 1876 ab und schon während seiner Zeit als Student wurde er 1875 einer der wichtigsten Journalisten der Edinburgh Evening News. Archer verbrachte dann ein Jahr in Australien, kehrte aber wieder nach Edinburgh zurück. 1879 erhielt er eine Stelle als Theaterkritiker beim London Figaro und zog nach London. Fünf Jahre später wechselte er zu der Zeitschrift World, wo er bis 1905 blieb.
In seiner Position als Kritiker übte Archer großen Einfluss auf die Theaterszene aus, verhalf George Bernard Shaw zu Beachtung und machte auch Henrik Ibsen durch Übersetzungen bekannt. So wurde 1880 seine Ibsenübersetzung The Pillars of Society (Die Stützen der Gesellschaft) in London aufgeführt, ohne jedoch auf viel Resonanz zu stoßen. Archer wandte sich kurzzeitig ein wenig vom Theater selbst ab und veröffentlichte 1882 das Buch English Dramatists of To-day, 1883 die Studie Henry Irving und 1888 Masks or Faces?. 1889 schließlich wurde seine nächste Ibsenübersetzung, A Dolls House (Nora oder Ein Puppenheim), aufgeführt, das aufgrund des Inhaltes auf massive Kritik stieß, die noch feindseliger wurde, als 1891 Archers Übersetzungen Ghosts (Gespenster) und Hedda Gabler aufgeführt wurden. Zwischenzeitlich schrieb Archer eine Studie über den Schauspieler William Charles Macready, die 1890 erschien, und 1891 wurde eine fünfbändige Sammlung Ibsens Werke in Übersetzung, die teilweise in Zusammenarbeit mit anderen Übersetzern entstand, publiziert.
1892 fertigte William Archer gemeinsam mit seinem Bruder, Charles Archer, eine Übersetzung des Stückes Peer Gynt an, 1897 erschien eine Sammlung Archers eigener, gesammelter Kritiken unter dem Titel A Theatre World. Eine weitere Sammlung übersetzter Ibsenstücke wurde 1906/1907 veröffentlicht sowie ebenfalls 1907 Archers und H. Granville-Bakers gemeinsame, detailreiche Entwürfe für ein „National Theatre“ in A National Theatre: Scheme and Estimates. Zu Beginn des Ersten Weltkrieges wurde Archer als der wichtigste Theaterkritiker Londons erachtet. Im September 1914 wurde er auf eine Einladung hin Mitglied des britischen War Propaganda Bureau und schrieb daraufhin eine Serie offener Briefe, die die Rollen aller Beteiligten am Ersten Weltkrieg „ins rechte Licht“ rückte. 1919 half Archer bei der Entstehung der New Shakespeare Company in Stratford-upon-Avon. 1932 betonte er mit The Old Drama and the New unter anderem die Wichtigkeit von Henrik Ibsen, George Bernard Shaw und John Galsworthy. Ebenfalls 1923 erschien mit The Green Goddess ein selbst geschriebenes Stück, das mit großem Erfolg zuerst in den USA, dann in London produziert wurde.
William Archer verstarb am 27. Dezember 1924 während einer Operation zur Entfernung eines Tumors. Seine Ibsenübersetzungen sind bis heute die bekanntesten und verbreitetsten im englischen Sprachraum.

## Auswahlbibliographie

### Theaterkritik
- English Dramatists of To-day (1882)
- Henry Irving, a study (1883)
- About the Theatre (1886)
- Study in the Psychology of Acting (1886)
- Masks or Faces? (1888)
- William Charles Macready, a biography (1890)
- The Theatrical World (1893) (5 Bände)
- America To-day, Observations and Reflections
- Poets the Younger Generation (1901)
- Real Conversations (1904)
- A National Theatre: Scheme and Estimates, zusammen mit H. Granville Barker, (1907)
- Through Afro-America (1910)
- The Life, Trial, and Death of Francisco Ferrer (1911)
- Play-Making (1912)
- The Old Drama and the New (1923)

### Stücke
- War is War (1919)
- The Green Goddess (1921)